# Pulcheria (nome)
Pulcheria  è un nome proprio di persona italiano femminile.

## Varianti
- Maschili: Pulcherio[2]

### Varianti in altre lingue
- Basco: Pulkeria
- Bulgaro: Пулхерия (Pulcherija)
- Catalano: Pulquèria
- Francese: Pulchérie
- Latino: Pulcheria[1]
  - Maschili: Pulcherius
- Polacco: Pulcheria
- Portoghese: Pulquéria
- Russo: Пульхерия (Pul'cherija)
- Serbo: Пулхерија (Pulcherija)
- Spagnolo: Pulqueria
- Ucraino: Пульхерія (Pul'cherija)
- Ungherese: Pulkheria

## Origine e diffusione

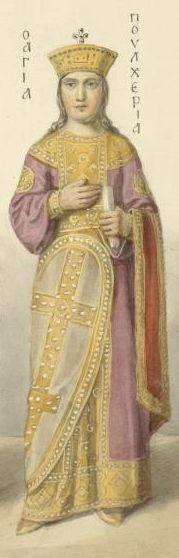
Affresco di santa Pulcheria

Deriva dal soprannome e poi nome latino Pulcheria, basato sull'aggettivo pulcher ("buono", "bello").
Nome di scarsissima diffusione, è sostanzialmente circoscritto al Veneto.

## Onomastico
L'onomastico si festeggia il 10 settembre in onore di santa Elia Pulcheria, imperatrice dell'Impero Romano d'Oriente, edificatrice di chiese e monasteri e organizzatrice del concilio di Calcedonia.

## Persone
- Elia Pulcheria, imperatrice bizantina
- Pulcheria Teodosia, figlia di Teodosio I

## Il nome nelle arti
- Pulcherija Aleksandrovna Raskol'nikova è un personaggio del romanzo di Fëdor Dostoevskij Delitto e castigo.